# Nathalie Kraemer
Pour les articles homonymes, voir Kramer.
Nathalie Nathalie Fanny Kraemer, née dans le 10e arrondissement de Paris le 28 avril 1891 et déportée à Auschwitz en 1943 où elle est assassinée à son arrivée le 22 décembre 1943, est une peintre française.

## Biographie
Nathalie Kraemer, est née  le 28 avril 1891 au domicile de ses parents au 7 Boulevard de Magenta dans le 10e arrondissement de Paris.
Son père, Isidore Kraemer, est antiquaire, comme le frère de son père, Lehmann, dit Lucien Kraemer. Isidore Kraemer est originaire de Oberschaeffolsheim (Bas-Rhin). Il se considère israélite, l'expression de juif s'appliquant aux juifs d'origine étrangère. Sa mère, Nathalie Armance Kraemer, née Frissonnet le 11 décembre 1859 à Palis (Aube), en Champagne, n'est pas juive et ne se convertit pas au judaïsme. Aucun membre de la famille du père assiste au mariage.
Isidore Kraemer meurt le 30 septembre 1894 à l'âge de 31 ans, Nathalie a alors 3 ans.

### Arts plastiques
Dès son plus jeune âge, Nathalie Kraemer s'intéresse aux arts plastiques.

### Poésie
En 1926, Nathalie Kraemer publie un ouvrage de poésie intitulé Des Voix montent.

### Peintre
Nathalie Kraemer participe en tant que peintre à plusieurs expositions au Salon des Tuileries et au Salon des indépendants dans la capitale, surtout entre 1936 et 1938.

### Déportation et mort à Auschwitz
En 1943, Nathalie Kraemer est arrêtée et déportée à Auschwitz par le convoi no 63 du 17 décembre 1943.
Elle est assassinée à son arrivée à Auschwitz, le 22 décembre 1943

## Œuvres d'art
Ses tableaux sont conservés en Israël, à l'Université de Haifa (donation Oscar Ghez) et au Musée du Petit Palais à Genève.